# Gonadarca
Gonadarca è lo sviluppo delle gonadi e si riferisce alle primi fasi di cambiamenti della pubertà. In risposta alle gonadotropine ipofisarie, le ovaie nelle femmine e i testicoli nei maschi iniziano a crescere e aumentano la loro produzione degli steroidi sessuali, in particolare estradiolo e testosterone.
Come risultato del gonadarca si ha una serie di trasformazioni nell'organismo in cui vi sono delle differenze tra i due sessi.
Nei maschi, l'aumento volumetrico testicolare è il primo segno fisico del gonadarca, e di solito dell'inizio della pubertà, che può essere poi accompagnato dall'inizio dello spermarca.
Nelle femmine, la crescita ovarica non può essere visibile direttamente come nell'omologo organo maschile, e viene accompagnata dal telarca e dall'accelerazione della crescita del seno.
Gonadarca non è da confodersi con l'adrenarca: quest'ultima è una fase che inizia circa due anni prima. Il gonadarca indica che la fase centrale della pubertà è iniziata, mentre l'adrenarca è un processo di maturazione sessuale indipendente e parallelo, solo leggermente associato al completamento della pubertà, che è caratterizzato dalla secrezione di ormoni sessuali dalla corteccia surrenale che causa come cambiamenti più visibili la comparsa dei peli pubici e ascellari.